# Liste de gares en Algérie
Cette liste de gares d'Algérie a pour objectif de rassembler l'ensemble des gares ferroviaires, existantes ou ayant existé, situées en territoire algérien. Deux classements sont présentés : un classement des gares par wilaya et un classement général par ordre alphabétique des noms des gares. Seules les gares en service gérées par la Société nationale des transports ferroviaires (SNTF), fermées ou désaffectées mais situées sur des lignes en service sont mentionnées ici.

## Classement par wilaya
Cette section organise les gares en les regroupant par wilaya ; les wilayas étant également classées par ordre alphabétique de leur nom.

### Wilaya de Aïn Defla
- Gare de Aïn Defla
- Gare de Aïn Torki
- Gare de Arib
- Gare de Boumedfaa
- Gare de Cheikh Ben Yahia
- Gare d'El Amra
- Gare d'El Attaf
- Gare de Hoceinia
- Gare de Khemis Miliana
- Gare de Rouina
- Gare de Sidi Bouabia
- Gare de Sidi Lakhdar

### Wilaya de Aïn Témouchent
- Gare de Aïn Témouchent
- Gare de Béni Saf
- Gare de Chaabat El Leham
- Gare d'El Amria
- Gare d'El Malah
- Gare de Hassi El Ghella

### Wilaya d'Alger
- Gare de l'Aéroport Houari Boumédiène
- Gare de l'Agha
- Gare de Aïn Naâdja
- Gare d'Alger
- Gare de Bab Ezzouar
- Gare de Baba Ali
- Gare de Birtouta
- Gare du Caroubier
- Gare de Dar El Beïda
- Gare d'El Harrach
- Gare du Gué de Constantine
- Gare de Hussein Dey
- Gare de Oued Smar
- Gare de Réghaïa
- Gare de Réghaïa ZI
- Gare de Rouïba
- Gare de Rouïba SNVI
- Gare de Rouïba ZI
- Gare des Ateliers
- Gare de Sidi Abdellah
- Gare de Tessala El Merdja
- Gare de l'Université de Sidi Abdellah
- Gare de Zéralda

### Wilaya de Annaba
- Gare de Annaba
- Gare de Berrahal
- Gare de Boukhadra (Annaba)
- Gare de Chaiba
- Gare d'El Hadjar
- Gare de Oued Zied
- Gare de Sidi Achour
- Gare de Sidi Amar (Annaba)

### Wilaya de Batna
- Gare de Aïn Touta
- Gare de Aïn Yagout
- Gare de Barika
- Gare de Batna
- Gare de Djerma
- Gare de Ouled Ammar
- Gare de Seggana
- Gare de Tilatou
- Gare de l'Université Hadj Lakhdar
- Gare de l'Université Mostefa Ben Boulaïd

### Wilaya de Béchar
Gares en service
- Gare de Béchar
- Gare de Beni Ounif

Gares fermées ou disparues
- Gare de Abadla
- Gare de Béchar - Méditerranée-Niger
- Gare de Ben Zireg
- Gare de Bou Aïch
- Gare de Duveyrier
- Gare de Hassi El Haouari
- Gare de Kenadsa
- Gare de Mérirès
- Gare de Oued El Assi

### Wilaya de Béjaïa
- Gare d'Akbou
- Gare d'Allaghan
- Gare d'Azib Ben Ali
- Gare de Béjaïa
- Gare de Beni Mansour
- Gare d'El Kseur-Oued Amizour
- Gare d'Ighzer Amokrane
- Gare de Lotta
- Gare de Oued Ghir
- Gare de Sidi Aïch
- Gare de Takrietz-Seddouk
- Gare de Tazmalt
- Gare de Timezrit-Ilmaten

### Wilaya de Biskra
- Gare de Biskra
- Gare d'El Kantara
- Gare d'El Outaya
- Gare de Manbaa El Ghozlane
- Gare d'Oumache

### Wilaya de Blida
- Gare de Beni Mered
- Gare de Blida
- Gare de Boufarik
- Gare de Chiffa
- Gare d'El Affroun
- Gare de Mouzaia
- Gare de Oued Djer

### Wilaya de Bordj Bou Arreridj
- Gare de Bir Aïssa Ayada
- Gare de Bordj Bou Arreridj
- Gare d'El Achir
- Gare d'El Anasser
- Gare d'El Guemmour
- Gare d'El M'hir
- Gare de Mansoura
- Gare d'Ouled Sidi Brahim
- Gare de Ras El Oued

### Wilaya de Bouira
- Gare d'Ahnif
- Gare d'Ath Mansour
- Gare de Bechloul
- Gare de Bouira
- Gare de Draâ El Mizan
- Gare d'El Adjiba
- Gare d'El Esnam
- Gare de Kadiria
- Gare de Lakhdaria
- Gare de Toghza

### Wilaya de Boumerdès
- Gare d'Ammal
- Gare de Beni Amrane
- Gare de Bordj Menaïel
- Gare de Boudouaou
- Gare de Boumerdès
- Gare de Corso
- Gare d'Isser
- Gare de Naciria
- Gare de Si Mustapha
- Gare de Souk El Had
- Gare de Thénia
- Gare de Tidjelabine

### Wilaya de Chlef
- Gare de Bir Safsaf
- Gare de Boukadir
- Gare de Chlef
- Gare de Oued Fodda
- Gare de Oued Sly
- Gare d'Oum Drou

### Wilaya de Constantine
- Gare de Bekira
- Gare de Constantine
- Gare de Didouche Mourad
- Gare d'El Guerrah
- Gare d'El Khroub
- Gare de Hamma Bouziane
- Gare de Kef Salah
- Gare de Oued Hamimime
- Gare d'Ouled Rahmoune
- Gare de Sidi Mabrouk
- Gare de Zighoud Youcef

### Wilaya de Djelfa
- Gare de Aïn Oussara
- Gare de Birine
- Gare de Djelfa
- Gare de Hassi Bahbah
- Gare de Hassi Fedoul
- Gare de Sidi Ladjel

### Wilaya d'El Bayadh
Gares fermées ou disparues
- Gare de Hassi El Madani
- Gare de Bougtob
- Gare d'El Kheiter
- Gare de Mosbah
- Gare de Tin Brahim

### Wilaya d'El M'Ghair
Gares en service
- Gare de Djamaa
- Gare d'El M'Ghair

Gares fermées ou disparues
- Gare de N'Sigha
- Gare de Still

### Wilaya d'El Tarf
- Gare de Chebaita Mokhtar
- Gare de Chihani Bachir
- Gare de Dréan
- Gare de Regouche Ahmed

### Wilaya de Guelma
- Gare de Aïn Tahmimine
- Gare de Bouchegouf
- Gare de Boudaroua
- Gare de Boukhamouza
- Gare de Medjez Sfa
- Gare de Oued Fragha

### Wilaya de Jijel
- Gare de Bazoul
- Gare d'El Ancer
- Gare d'El Milia
- Gare de Jijel
- Gare de Settara
- Gare de Sidi Abdelaziz

### Wilaya de Laghouat
- Gare de Laghouat
- Gare de Sidi Makhlouf

### Wilaya de Mascara
Gares en service
- Gare de Bou Henni
- Gare de Djeniene Meskine
- Gare de Mohammadia
- Gare d'Oggaz
- Gare de Sidi Abid
- Gare de Sidi Benzerga
- Gare de Sig
- Gare de Yalou
- Gare de Zahana

Gare fermées ou disparues
- Halte du Barrage
- Gare du Barrage de l'Oued Fergoug
- Gare de Bou Hanifia
- Gare d'El Guettana
- Gare de Froha
- Gare de Ghriss
- Gare de Hacine
- Gare de Mohammadia-État
- Gare de Oued Taria
- Gare de Sahaouria
- Gare de Tizi

### Wilaya de Médéa
- Gare de Boughezoul
- Gare de Chahbounia

### Wilaya de Mila
- Gare de Tadjenanet
- Gare de Teleghma

### Wilaya de Mostaganem
- Gare de Aïn Nouïssy
- Gare de Fornaka
- Gare de Hassi Mameche
- Gare de Mazagran
- Gare de Mostaganem
- Gare de Oued Tinn

### Wilaya de M'Sila
- Gare de Aïn El Hadjel
- Gare de Berhoum
- Gare de Bouti Sayah
- Gare de Magra
- Gare de Medjez
- Gare de M'Sila
- Gare de Ouled Derradj

### Wilaya de Naâma
Gares en service
- Gare de Aïn Sefra
- Gare de Djeniene Bourezg
- Gare de Mécheria
- Gare de Moghrar
- Gare de Naâma
- Gare de Tiout

Gares fermées ou disparues
- Gare de Aïn El Hadjadi
- Gare de Bir Senia
- Gare de Boughelaba
- Gare de Dayet El Kerch
- Gare de Dra Es Saâ
- Ancienne gare d'El Biod
- Gare d'El Biod
- Gare d'El Harchaïa
- Gare de Hadjret M'Guil
- Gare de Krebazza
- Gare de Mekalis
- Gare de Mocta Deli
- Gare des Oglats
- Gare de Rezaïna
- Gare de Rouïba (Moghrar)
- Gare de Teniet Er Relem
- Gare de Tirkount
- Gare de Touïfza
- Gare de Souiga

### Wilaya d'Oran
Gares en service
- Gare d'Arzew
- Gare de Boutlélis
- Gare d'El Kerma
- Gare d'El Mohgoun
- Gare d'Es Senia
- Gare de Garita
- Gare de Gdyel
- Gare de Haï El Ksab
- Gare de Haï Es Sabah
- Gare de Hassi Ameur
- Gare de Hassi Ben Okba
- Gare de Hassi Bounif
- Gare de Hassi Mefsoukh
- Gare de Misserghin
- Gare d'Oran
- Gare de Oued Tlelat
- Gare de Sidi Maârouf

Gares fermées ou disparues
- Ancienne gare d'Arzew
- Gare de Damesme
- Gare de La Macta
- Gare de Port-aux-Poules
- Gare de Saint-Leu

### Wilaya de Oum El Bouaghi
- Gare de Aïn Beïda
- Gare de Aïn Fakroun
- Gare de Aïn M'lila
- Gare de Ouled Zouaï
- Gare de Oum El Bouaghi

### Wilaya de Relizane
- Gare de Oued El Djemaa
- Gare de Oued Rhiou
- Gare de Relizane
- Gare de Yellel

### Wilaya de Saïda
Gares en service
- Gare de Saïda
- Gare de Youb

Gares fermées ou disparues
- Gare de Aïn El Hadjar
- Gare de Bourached
- Gare d'El Beïda
- Gare de Hammam Rabbi
- Gare de Khralfallah
- Gare de Muley Abdelkader
- Gare de Rebahia
- Ancienne gare de Saïda
- Gare de Sidi Amar (Saïda)
- Gare de Sidi Boubekeur
- gare de Tafaroua

### Wilaya de Sétif
- Gare de Bir El Arch
- Gare d'El Eulma
- Gare de Hammam Ouled Yelles
- Gare de Mezloug
- Gare de Sétif

### Wilaya de Sidi Bel Abbès
Gares en service
- Gare de Aïn El Berd
- Gare de Boukhanafis
- Gare de Moulay Slissen
- Gare de Ouled Ali
- Gare de Ras El Ma
- Gare de Redjem Demouche
- Gare de Sidi Ali Benyoub
- Gare de Sidi Bel Abbès
- Gare de Sidi Brahim
- Gare de Sidi Khaled
- Gare de Sidi Lahcene
- Gare de Tabia
- Gare de Telagh

Gares fermées ou disparues
- Gare de Ben Badis
- Gare d'El Haçaiba
- Gare des Pins
- Gare de Sidi Hamadouche
- Gare de Taffamane

### Wilaya de Skikda
- Gare de Aïn Bouziane
- Gare de Aïn Kechra
- Gare de Aïn Rouibah
- Gare d'Azzaba
- Gare d'El Harrouch
- Gare d'Emdjez Edchich
- Gare de Hamadi Krouma
- Gare de Ramdane Djamel
- Gare de Sahki Ahmed
- Gare de Salah Bouchaour
- Gare de Sidi Mezghiche
- Gare de Skikda
- Gare de Tamalous

### Wilaya de Souk Ahras
- Gare de Aïn Affra
- Gare de Aïn Seynour
- Gare de Dréa
- Gare d'El Hamri
- Gare de Khedara
- Gare de la Résidence universitaire Medaguine Mohamed
- Gare de M'daourouch
- Gare de Mechroha
- Gare de Oued Chouk
- Gare de Oued Damous
- Gare de Oued Keberit
- Gare de Oued Mougras
- Gare de Ouled Dhia
- Gare des Tuileries
- Gare de Sidi Bader
- Gare de Sidi El Hemissi
- Gare de Souk Ahras
- Gare de Takouka
- Gare de Tarja

### Wilaya de Tébessa
- Gare de Aïn Chenia
- Terminal de Boukhadra (Tébessa)
- Terminal de Djebel Onk
- Gare d'El Aouinet
- Terminal de Kouif
- Gare de Morsott
- Terminal de Ouenza
- Gare de Sidi Yahia
- Gare de Tébessa

### Wilaya de Tiaret
gares en service
- Gare de Aïn Kermes
- Gare de Bougara
- Gare de Frenda

gares fermées ou disparues
- Gare de Mechraa Sfa (fermée depuis 1990)
- Gare de Oued Tlata (fermée depuis 1940)
- Gare de Djilali Ben Amar (fermée depuis 1940)

### Wilaya de Tissemsilt
- Gare de Tissemsilt

### Wilaya de Tizi Ouzou
- Gare de Boukhalfa
- Gare de Draâ Ben Khedda
- Gare de Kef Naâdja
- Gare de Oued Aïssi
- Gare de Oued Aïssi - Université
- Gare de Tadmaït
- Gare de Tizi Ouzou

### Wilaya de Tlemcen
gares en service
- Gare de Aïn Douz
- Gare de Aïn Fezza
- Gare de Aïn Tallout
- Gare d'Imama
- Gare de l'Université de Tlemcen
- Gare de Maghnia
- Gare de Oued Zitoun
- Gare de Ouled Benziane
- Gare de Ouled Mimoun
- Gare de Pasteur
- Gare de Sabra
- Gare de Sidi Medjahed
- Gare de Tlemcen
- Gare de Tralimet
- Gare de Zelboun

gares fermées ou disparues
- Gare de Akid Abbes
- Gare de Ghazaouet
- Gare de Mansourah
- Gare de Nedroma
- Gare de Oued Chouly
- Gare de Souani
- Gare de Tatenyaya

### Wilaya de Touggourt
- Gare de Touggourt

## Classement par ordre alphabétique des noms de gares

### Gares en service
| Gare                                                 | Commune            | Wilaya             |
| ---------------------------------------------------- | ------------------ | ------------------ |
| Gare de l'Aéroport Houari Boumédiène                 | Dar El Beïda       | Alger              |
| Gare de l'Agha                                       | Sidi M'Hamed       | Alger              |
| Gare d'Ahnif                                         | Ahnif              | Bouira             |
| Gare de Aïn Affra                                    | Mechroha           | Souk Ahras         |
| Gare de Aïn Beïda                                    | Aïn Beïda          | Oum El Bouaghi     |
| Gare de Aïn Bouziane                                 | Aïn Bouziane       | Skikda             |
| Gare de Aïn Chenia                                   | El Aouinet         | Tébessa            |
| Gare de Aïn Defla                                    | Aïn Defla          | Aïn Defla          |
| Gare de Aïn Douz                                     | Beni Mester        | Tlemcen            |
| Gare de Aïn El Berd                                  | Aïn el Berd        | Sidi Bel Abbès     |
| Gare de Aïn El Hadjel                                | Aïn El Hadjel      | M'Sila             |
| Gare de Aïn Fakroun                                  | Aïn Fakroun        | Oum El Bouaghi     |
| Gare de Aïn Fezza                                    | Aïn Fezza          | Tlemcen            |
| Gare de Aïn Kechra                                   | Aïn Kechra         | Skikda             |
| Gare de Aïn Kermes                                   | Aïn Kermes         | Tiaret             |
| Gare de Aïn M'lila                                   | Aïn M'lila         | Oum El Bouaghi     |
| Gare de Aïn Naâdja                                   | Djasr Kasentina    | Alger              |
| Gare de Aïn Nouïssy                                  | Aïn Nouïssy        | Mostaganem         |
| Gare de Aïn Rouibah                                  | Bin El Ouiden      | Skikda             |
| Gare de Aïn Sefra                                    | Aïn Sefra          | Naâma              |
| Gare de Aïn Seynour                                  | Mechroha           | Souk Ahras         |
| Gare de Aïn Tahmimine                                | Medjez Sfa         | Guelma             |
| Gare de Aïn Tallout                                  | Aïn Tallout        | Tlemcen            |
| Gare de Aïn Témouchent                               | Aïn Témouchent     | Aïn Témouchent     |
| Gare de Aïn Torki                                    | Aïn Torki          | Aïn Defla          |
| Gare de Aïn Touta                                    | Aïn Touta          | Batna              |
| Gare de Aïn Yagout                                   | Aïn Yagout         | Batna              |
| Gare d'Akbou                                         | Akbou              | Béjaïa             |
| Gare d'Alger                                         | Alger              | Alger              |
| Gare d'Allaghan                                      | Tazmalt            | Béjaïa             |
| Gare d'Ammal                                         | Ammal              | Boumerdès          |
| Gare d'Annaba                                        | Annaba             | Annaba             |
| Gare de Arib                                         | Arib               | Aïn Defla          |
| Gare d'Arzew                                         | Arzew              | Oran               |
| Gare des Ateliers                                    | Belouizdad         | Alger              |
| Gare d'Ath Mansour                                   | Ath Mansour        | Bouira             |
| Gare d'Azib Ben Ali                                  | Akbou              | Béjaïa             |
| Gare d'Azzaba                                        | Azzaba             | Skikda             |
| Gare de Bab Ezzouar                                  | Bab Ezzouar        | Alger              |
| Gare de Baba Ali                                     | Saoula             | Alger              |
| Gare de Barika                                       | Barika             | Batna              |
| Gare de Batna                                        | Batna              | Batna              |
| Gare de Bazoul                                       | Taher              | Jijel              |
| Gare de Béchar                                       | Béchar             | Béchar             |
| Gare de Bechloul                                     | Bechloul           | Bouira             |
| Gare de Béjaïa                                       | Béjaïa             | Béjaïa             |
| Gare de Bekira                                       | Hamma Bouziane     | Constantine        |
| Gare de Beni Amrane                                  | Beni Amrane        | Boumerdès          |
| Gare de Beni Mansour                                 | Boudjellil         | Béjaïa             |
| Gare de Beni Mered                                   | Beni Mered         | Blida              |
| Gare de Beni Ounif                                   | Beni Ounif         | Béchar             |
| Gare de Béni Saf                                     | Béni Saf           | Aïn Témouchent     |
| Gare de Berrahal                                     | Berrahal           | Annaba             |
| Gare de Bir Aïssa Ayada                              | Aïn Tesra          | Bordj Bou Arreridj |
| Gare de Bir Safsaf                                   | Oued Fodda         | Chlef              |
| Gare de Birine                                       | Birine             | Djelfa             |
| Gare de Birtouta                                     | Ouled Chebel       | Alger              |
| Gare de Biskra                                       | Biskra             | Biskra             |
| Gare de Blida                                        | Blida              | Blida              |
| Gare de Bordj Bou Arreridj                           | Bordj Bou Arreridj | Bordj Bou Arreridj |
| Gare de Bordj Menaïel                                | Bordj Menaïel      | Boumerdès          |
| Gare de Bou Henni                                    | Bou Henni          | Mascara            |
| Gare de Bouchegouf                                   | Bouchegouf         | Guelma             |
| Gare de Boudaroua                                    | Oued Fragha        | Guelma             |
| Gare de Boudouaou                                    | Boudouaou          | Boumerdès          |
| Gare de Boufarik                                     | Boufarik           | Blida              |
| Gare de Bougara                                      | Bougara            | Tiaret             |
| Gare de Boughezoul                                   | Boughezoul         | Médéa              |
| Gare de Bouira                                       | Bouira             | Bouira             |
| Gare de Boukadir                                     | Boukadir           | Chlef              |
| Gare de Boukhadra (Annaba)                           | El Bouni           | Annaba             |
| Terminal de Boukhadra (Tébessa)                      | Boukhadra          | Tébessa            |
| Gare de Boukhalfa                                    | Tizi Ouzou         | Tizi Ouzou         |
| Gare de Boukhamouza                                  | Oued Fragha        | Guelma             |
| Gare de Boukhanafis                                  | Boukhanafis        | Sidi Bel Abbès     |
| Gare de Boumedfaa                                    | Boumedfaa          | Aïn Defla          |
| Gare de Boumerdès                                    | Boumerdès          | Boumerdès          |
| Gare de Bouti Sayah                                  | Bouti Sayah        | M'Sila             |
| Gare de Boutlélis                                    | Boutlélis          | Oran               |
| Gare du Caroubier                                    | Hussein-Dey        | Alger              |
| Gare de Chaabat El Leham                             | Chaabat El Leham   | Aïn Témouchent     |
| Gare de Chahbounia                                   | Chahbounia         | Médéa              |
| Gare de Chaiba                                       | Sidi Amar          | Annaba             |
| Gare de Chebaita Mokhtar                             | Chebaita Mokhtar   | El Tarf            |
| Gare de Chiffa                                       | Chiffa             | Blida              |
| Gare de Chihani Bachir                               | Chihani            | El Tarf            |
| Gare de Chlef                                        | Chlef              | Chlef              |
| Gare de Constantine                                  | Constantine        | Constantine        |
| Gare de Corso                                        | Corso              | Boumerdès          |
| Gare de Dar El Beïda                                 | Dar El Beïda       | Alger              |
| Gare de Didouche Mourad                              | Didouche Mourad    | Constantine        |
| Gare de Djamaa                                       | Djamaa             | El M'Ghair         |
| Terminal de Djebel Onk                               | Bir El Ater        | Tébessa            |
| Gare de Djeniene Bourezg                             | Djeniene Bourezg   | Naâma              |
| Gare de Djeniene Meskine                             | Zahana             | Mascara            |
| Gare de Djerma                                       | Fesdis             | Batna              |
| Gare de Draâ Ben Khedda                              | Draâ Ben Khedda    | Tizi Ouzou         |
| Gare de Draâ El Mizan                                | Aomar              | Bouira             |
| Gare de Dréa                                         | Dréa               | Souk Ahras         |
| Gare de Dréan                                        | Dréan              | El Tarf            |
| Gare d'El Adjiba                                     | El Adjiba          | Bouira             |
| Gare d'El Affroun                                    | El Affroun         | Blida              |
| Gare d'El Amra                                       | Rouina             | Aïn Defla          |
| Gare d'El Amria                                      | El Amria           | Aïn Témouchent     |
| Gare d'El Anasser                                    | El Anasser         | Bordj Bou Arreridj |
| Gare d'El Ancer                                      | El Ancer           | Jijel              |
| Gare d'El Aouinet                                    | El Aouinet         | Tébessa            |
| Gare d'El Attaf                                      | El Attaf           | Aïn Defla          |
| Gare d'El Esnam                                      | El Asnam           | Bouira             |
| Gare d'El Eulma                                      | El Eulma           | Sétif              |
| Gare d'El Guerrah                                    | Ouled Rahmoune     | Constantine        |
| Gare d'El Hadjar                                     | El Hadjar          | Annaba             |
| Gare d'El Hamri                                      | Tiffech            | Souk Ahras         |
| Gare d'El Harrach                                    | El Harrach         | Alger              |
| Gare d'El Harrouch                                   | El Harrouch        | Skikda             |
| Gare d'El Kantara                                    | El Kantara         | Biskra             |
| Gare d'El Kerma                                      | El Kerma           | Oran               |
| Gare d'El Khroub                                     | El Khroub          | Constantine        |
| Gare d'El Kseur-Oued Amizour                         | El Kseur           | Béjaïa             |
| Gare d'El Malah                                      | El Malah           | Aïn Témouchent     |
| Gare d'El M'Ghair                                    | El M'Ghair         | El M'Ghair         |
| Gare d'El M'hir                                      | El M'hir           | Bordj Bou Arreridj |
| Gare d'El Milia                                      | El Milia           | Jijel              |
| Gare d'El Mohgoun                                    | Arzew              | Oran               |
| Gare d'El Outaya                                     | El Outaya          | Biskra             |
| Gare d'Emdjez Edchich                                | Emdjez Edchich     | Skikda             |
| Gare d'Es Senia                                      | Es Senia           | Oran               |
| Gare de Fornaka                                      | Fornaka            | Mostaganem         |
| Gare de Frenda                                       | Aïn Kermes         | Tiaret             |
| Gare de Garita                                       | Sidi Chami         | Oran               |
| Gare de Gdyel                                        | Gdyel              | Oran               |
| Gare du Gué de Constantine                           | Djasr Kasentina    | Alger              |
| Gare de Haï El Ksab                                  | Es Senia           | Oran               |
| Gare de Haï Es Sabah                                 | Sidi Chami         | Oran               |
| Gare de Hamadi Krouma                                | Hamadi Krouma      | Skikda             |
| Gare de Hamma Bouziane                               | Hamma Bouziane     | Constantine        |
| Gare de Hassi Ameur                                  | Hassi Bounif       | Oran               |
| Gare de Hassi Ben Okba                               | Hassi Ben Okba     | Oran               |
| Gare de Hassi Bounif                                 | Hassi Bounif       | Oran               |
| Gare de Hassi El Ghella                              | Hassi El Ghella    | Aïn Témouchent     |
| Gare de Hassi Fedoul                                 | Hassi Fedoul       | Djelfa             |
| Gare de Hassi Mameche                                | Hassi Mameche      | Mostaganem         |
| Gare de Hassi Mefsoukh                               | Hassi Mefsoukh     | Oran               |
| gare de Hoceinia                                     | Hoceinia           | Aïn Defla          |
| Gare de Hussein Dey                                  | Hussein Dey        | Alger              |
| Gare d'Ighzer Amokrane                               | Ouzellaguen        | Béjaïa             |
| Gare d'Imama                                         | Mansourah          | Tlemcen            |
| Gare d'Isser                                         | Isser              | Boumerdès          |
| Gare de Jijel                                        | Jijel              | Jijel              |
| Gare de Kadiria                                      | Kadiria            | Bouira             |
| Gare de Kef Naâdja                                   | Tizi Ouzou         | Tizi Ouzou         |
| Gare de Kef Salah                                    | Didouche Mourad    | Constantine        |
| Gare de Khedara                                      | Khedara            | Souk Ahras         |
| Gare de Khemis Miliana                               | Khemis Miliana     | Aïn Defla          |
| Terminal de Kouif                                    | El Kouif           | Tébessa            |
| Gare de Lakhdaria                                    | Lakhdaria          | Bouira             |
| Gare de Laghouat                                     | Laghouat           | Laghouat           |
| Gare de Lotta                                        | Timezrit           | Béjaïa             |
| Gare de Maghnia                                      | Maghnia            | Tlemcen            |
| Gare de Manbaa El Ghozlane                           | El Outaya          | Biskra             |
| Gare de Mansoura                                     | Mansoura           | Bordj Bou Arreridj |
| Gare de Mazagran                                     | Mazagran           | Mostaganem         |
| Gare de M'daourouch                                  | M'daourouch        | Souk Ahras         |
| Gare de Mécheria                                     | Mécheria           | Naâma              |
| Gare de Mechroha                                     | Mechroha           | Souk Ahras         |
| Gare de Medjez                                       | M'Sila             | M'Sila             |
| Gare de Medjez Sfa                                   | Medjez Sfa         | Guelma             |
| Gare de Misserghin                                   | Misserghin         | Oran               |
| Gare de Moghrar                                      | Moghrar            | Naâma              |
| Gare de Mohammadia                                   | Mohammadia         | Mascara            |
| Gare de Morsott                                      | Morsott            | Tébessa            |
| Gare de Mostaganem                                   | Mostaganem         | Mostaganem         |
| Gare de Moulay Slissen                               | Moulay Slissen     | Sidi Bel Abbès     |
| Gare de Mouzaia                                      | Mouzaia            | Blida              |
| Gare de M'Sila                                       | M'Sila             | M'Sila             |
| Gare de Naâma                                        | Naâma              | Naâma              |
| Gare de Naciria                                      | Naciria            | Boumerdès          |
| Gare d'Oggaz                                         | Oggaz              | Mascara            |
| Gare d'Oran                                          | Oran               | Oran               |
| Gare de Oued Aïssi                                   | Tizi Ouzou         | Tizi Ouzou         |
| Gare de Oued Aïssi - Université                      | Tizi Ouzou         | Tizi Ouzou         |
| Gare de Oued Chouk                                   | Zaarouria          | Souk Ahras         |
| Gare de Oued Damous                                  | Oued Keberit       | Souk Ahras         |
| Gare de Oued El Djemaa                               | Oued El Djemaa     | Relizane           |
| Gare de Oued Fodda                                   | Oued Fodda         | Chlef              |
| Gare de Oued Fragha                                  | Oued Fragha        | Guelma             |
| Gare de Oued Ghir                                    | Oued Ghir          | Béjaïa             |
| Gare de Oued Keberit                                 | Oued Keberit       | Souk Ahras         |
| Gare de Oued Mougras                                 | Aïn Zana           | Souk Ahras         |
| Gare de Oued Rhiou                                   | Oued Rhiou         | Relizane           |
| Gare de Oued Sly                                     | Oued Sly           | Chlef              |
| Gare de Oued Smar                                    | Oued Smar          | Alger              |
| Gare de Oued Tinn                                    | Sidi Abdelmoumen   | Mostaganem         |
| Gare de Oued Tlelat                                  | Oued Tlelat        | Oran               |
| Gare de Oued Zied                                    | Berrahal           | Annaba             |
| Gare de Oued Zitoun                                  | Sabra              | Tlemcen            |
| Terminal de Ouenza                                   | Ouenza             | Tébessa            |
| Gare de Ouled Ali                                    | Aïn el Berd        | Sidi Bel Abbès     |
| Gare d'Ouled Ammar                                   | Ouled Ammar        | Batna              |
| Gare de Ouled Benziane                               | Beni Mester        | Tlemcen            |
| Gare d'Ouled Dhia                                    | Aïn Zana           | Souk Ahras         |
| Gare de Ouled Mimoun                                 | Ouled Mimoun       | Tlemcen            |
| Gare de Ouled Rahmoune                               | Ouled Rahmoune     | Constantine        |
| Gare d'Oum Drou                                      | Oum Drou           | Chlef              |
| Gare d'Oum El Bouaghi                                | Oum El Bouaghi     | Oum El Bouaghi     |
| Gare de Pasteur                                      | Tlemcen            | Tlemcen            |
| Gare de Ramdane Djamel                               | Ramdane Djamel     | Skikda             |
| Gare de Ras El Ma                                    | Ras El Ma          | Sidi Bel Abbès     |
| Gare de Ras El Oued                                  | Tixter             | Bordj Bou Arreridj |
| Gare de Redjem Demouche                              | Redjem Demouche    | Sidi Bel Abbès     |
| Gare de Réghaïa                                      | Réghaïa            | Alger              |
| Gare de Réghaïa ZI                                   | Réghaïa            | Alger              |
| Gare de Regouche Ahmed                               | Chihani            | El Tarf            |
| Gare de Relizane                                     | Relizane           | Relizane           |
| Gare de la Résidence universitaire Medaguine Mohamed | Souk Ahras         | Souk Ahras         |
| Gare de Rouïba                                       | Rouïba             | Alger              |
| Gare de Rouïba SNVI                                  | Rouïba             | Alger              |
| Gare de Rouïba ZI                                    | Rouïba             | Alger              |
| Gare de Rouina                                       | Rouina             | Aïn Defla          |
| Gare de Sabra                                        | Sabra              | Tlemcen            |
| Gare de Sahaouria                                    | Mohammadia         | Mascara            |
| Gare de Sahki Ahmed                                  | Salah Bouchaour    | Skikda             |
| Gare de Saïda                                        | Saïda              | Saïda              |
| Gare de Salah Bouchaour                              | Salah Bouchaour    | Skikda             |
| Gare de Sétif                                        | Sétif              | Sétif              |
| Gare de Settara                                      | Settara            | Jijel              |
| Gare de Si Mustapha                                  | Si Mustapha        | Boumerdès          |
| Gare de Sidi Abdelaziz                               | Sidi Abdelaziz     | Jijel              |
| Gare de Sidi Abdellah                                | Mahelma            | Alger              |
| Gare de Sidi Abid                                    | Sidi Abdelmoumen   | Mascara            |
| Gare de Sidi Achour                                  | El Bouni           | Annaba             |
| Gare de Sidi Aïch                                    | Sidi Aïch          | Béjaïa             |
| Gare de Sidi Ali Benyoub                             | Sidi Ali Benyoub   | Sidi Bel Abbès     |
| Gare de Sidi Amar (Annaba)                           | Sidi Amar          | Annaba             |
| Gare de Sidi Bader                                   | Ouillen            | Souk Ahras         |
| Gare de Sidi Bel Abbès                               | Sidi Bel Abbès     | Sidi Bel Abbès     |
| Gare de Sidi Benzerga                                | Sidi Abdelmoumen   | Mascara            |
| Gare de Sidi Bouabia                                 | El Attaf           | Aïn Defla          |
| Gare de Sidi Brahim                                  | Sidi Brahim        | Sidi Bel Abbès     |
| Gare de Sidi El Hemissi                              | Ouled Moumen       | Souk Ahras         |
| Gare de Sidi Khaled                                  | Sidi Khaled        | Sidi Bel Abbès     |
| Gare de Sidi Ladjel                                  | Sidi Ladjel        | Djelfa             |
| Gare de Sidi Lahcene                                 | Sidi Lahcene       | Sidi Bel Abbès     |
| Gare de Sidi Lakhdar                                 | Sidi Lakhdar       | Aïn Defla          |
| Gare de Sidi Maârouf                                 | Sidi Chami         | Oran               |
| Gare de Sidi Mabrouk                                 | Constantine        | Constantine        |
| Gare de Sidi Makhlouf                                | Sidi Makhlouf      | Laghouat           |
| Gare de Sidi Medjahed                                | Sidi Medjahed      | Tlemcen            |
| Gare de Sidi Mezghiche                               | Sidi Mezghiche     | Skikda             |
| Gare de Sidi Yahia                                   | El Aouinet         | Tébessa            |
| Gare de Sig                                          | Sig                | Mascara            |
| Gare de Skikda                                       | Skikda             | Skikda             |
| Gare de Souk Ahras                                   | Souk Ahras         | Souk Ahras         |
| Gare de Souk El Had                                  | Souk El Had        | Boumerdès          |
| Gare de Tabia                                        | Tabia              | Sidi Bel Abbès     |
| Gare de Tadjenanet                                   | Tadjenanet         | Mila               |
| Gare de Tadmaït                                      | Tadmaït            | Tizi Ouzou         |
| Gare de Takouka                                      | Ouillen            | Souk Ahras         |
| Gare de Takrietz-Seddouk                             | Souk Oufella       | Béjaïa             |
| Gare de Tamalous                                     | Tamalous           | Skikda             |
| Gare de Tarja                                        | Souk Ahras         | Souk Ahras         |
| Gare de Tazmalt                                      | Tazmalt            | Béjaïa             |
| Gare de Tébessa                                      | Tébessa            | Tébessa            |
| Gare de Telagh                                       | Telagh             | Sidi Bel Abbès     |
| Gare de Teleghma                                     | Teleghma           | Mila               |
| Gare de Tessala El Merdja                            | Douera             | Alger              |
| Gare de Thénia                                       | Thénia             | Boumerdès          |
| Gare de Tidjelabine                                  | Tidjelabine        | Boumerdès          |
| Gare de Timezrit-Ilmaten                             | Timezrit           | Béjaïa             |
| Gare de Tiout                                        | Tiout              | Naâma              |
| Gare de Tissemsilt                                   | Tissemsilt         | Tissemsilt         |
| Gare de Tizi Ouzou                                   | Tizi Ouzou         | Tizi Ouzou         |
| Gare de Tlemcen                                      | Tlemcen            | Tlemcen            |
| Gare de Toghza                                       | Chorfa             | Bouira             |
| Gare de Touggourt                                    | Touggourt          | Touggourt          |
| Gare de Tralimet                                     | Sidi Medjahed      | Tlemcen            |
| Gare des Tuileries                                   | Hanancha           | Souk Ahras         |
| Gare de l'Université de Sidi Abdellah                | Mahelma            | Alger              |
| Gare de l'Université de Tlemcen                      | Mansourah          | Tlemcen            |
| Gare de l'Université Hadj Lakhdar                    | Batna              | Batna              |
| Gare de l'Université Mostefa Ben Boulaïd             | Fesdis             | Batna              |
| Gare de Yalou                                        | Bou Henni          | Mascara            |
| Gare de Yellel                                       | Yellel             | Relizane           |
| Gare de Youb                                         | Youb               | Saïda              |
| Gare de Zahana                                       | Zahana             | Mascara            |
| Gare de Zelboun                                      | Beni Mester        | Tlemcen            |
| Gare de Zéralda                                      | Zéralda            | Alger              |
| Gare de Zighoud Youcef                               | Zighoud Youcef     | Constantine        |

### Gares fermées ou disparues
| Gare                                | Commune            | Wilaya             |
| ----------------------------------- | ------------------ | ------------------ |
| Gare de Abadla                      | Abadla             | Béchar             |
| Gare de Aïn El Bia                  | Aïn El Bia         | Oran               |
| Gare de Aïn El Hadjadi              | Tiout              | Naâma              |
| Gare de Aïn El Hadjar               | Aïn El Hadjar      | Saïda              |
| Gare de Akid Abbes                  | Maghnia            | Tlemcen            |
| Ancienne gare d'Arzew               | Arzew              | Oran               |
| Gare de Hassi El Madani             | El Kheiter         | El Bayadh          |
| Halte du Barrage                    | Mohammadia         | Mascara            |
| Gare du Barrage de l'Oued Fergoug   | Mohammadia         | Mascara            |
| Gare de Béchar - Méditerranée-Niger | Béchar             | Béchar             |
| Gare de Ben Badis                   | Ben Badis          | Sidi Bel Abbès     |
| Gare de Berhoum                     | Berhoum            | M'Sila             |
| Gare de Bir El Arch                 | Bir El Arch        | Sétif              |
| Gare de Bir Senia                   | El Biod            | Naâma              |
| Gare de Bou Hanifia                 | Bou Hanifia        | Mascara            |
| Gare de Boughelaba                  | Aïn Sefra          | Naâma              |
| Gare de Bougtob                     | El Kheiter         | El Bayadh          |
| Gare de Bourached                   | Sidi Ahmed         | Saïda              |
| Gare de Cheikh Ben Yahia            | El Attaf           | Aïn Defla          |
| Gare de Dayet El Kerch              | Djeniene Bourezg   | Naâma              |
| Gare de Dra Es Saâ                  | Moghrar            | Naâma              |
| Gare d'El Achir                     | El Achir           | Bordj Bou Arreridj |
| Gare d'El Beïda                     | Sidi Ahmed         | Saïda              |
| Ancienne gare d'El Biod             | El Biod            | Naâma              |
| Gare d'El Biod                      | El Biod            | Naâma              |
| Gare d'El Guemmour                  | El Anasser         | Bordj Bou Arreridj |
| Gare d'El Guettana                  | El Guettana        | Mascara            |
| Gare d'El Haçaiba                   | El Haçaiba         | Sidi Bel Abbès     |
| Gare d'El Harchaïa                  | Naâma              | Naâma              |
| Gare d'El Kheiter                   | El Kheiter         | El Bayadh          |
| Gare de Froha                       | Froha              | Mascara            |
| Gare de Ghriss                      | Ghriss             | Mascara            |
| Gare de Hacine                      | Hacine             | Mascara            |
| Gare de Hammam Rabbi                | Ouled Khaled       | Saïda              |
| Gare de Hassi El Haouari            | Béchar             | Béchar             |
| Gare de Ghazaouet                   | Ghazaouet          | Tlemcen            |
| Gare de Hadjret M'Guil              | Djeniene Bourezg   | Naâma              |
| Gare de Hammam Ouled Yelles         | Mezloug            | Sétif              |
| Gare de Kenadsa                     | Kenadsa            | Béchar             |
| Gare de Khralfallah                 | Sidi Ahmed         | Saïda              |
| Gare de Krebazza                    | El Biod            | Naâma              |
| Gare de La Macta                    | Mers El Hadjadj    | Oran               |
| Gare de Magra                       | Magra              | M'Sila             |
| Gare de Mansourah                   | Mansourah          | Tlemcen            |
| Gare de Mohammadia-État             | Mohammadia         | Mascara            |
| Gare de Mekalis                     | Aïn Sefra          | Naâma              |
| Gare de Mers El Hadjadj             | Mers El Hadjadj    | Oran               |
| Gare de Mezloug                     | Mezloug            | Sétif              |
| Gare de Mocta Deli                  | Naâma              | Naâma              |
| Gare de Mosbah                      | El Kheiter         | El Bayadh          |
| Gare de Muley Abdelkader            | Sidi Ahmed         | Saïda              |
| Gare de N'Sigha                     | El M'Ghair         | El M'Ghair         |
| Gare de Nedroma                     | Nedroma            | Tlemcen            |
| Gare des Oglats                     | Moghrar            | Naâma              |
| Gare de Oued Djer                   | Oued Djer          | Blida              |
| Gare de Oued Chouly                 | Oued Lakhdar       | Tlemcen            |
| Gare de Oued Hamimime               | El Khroub          | Constantine        |
| Gare de Oued Taria                  | Oued Taria         | Mascara            |
| Gare de Ouled Derradj               | Ouled Derradj      | M'Sila             |
| Gare d'Ouled Sidi Brahim            | Ouled Sidi Brahim  | Bordj Bou Arreridj |
| Gare de Ouled Zouaï                 | Ouled Zouaï        | Oum El Bouaghi     |
| Gare d'Oumache                      | Oumache            | Biskra             |
| Gare des Pins                       | El Haçaiba         | Sidi Bel Abbès     |
| Gare de Rebahia                     | Ouled Khaled       | Saïda              |
| Gare de Rezaïna                     | El Biod            | Naâma              |
| Gare de Rouïba (Moghrar)            | Moghrar            | Naâma              |
| Gare de Saint-Leu                   | Bethioua           | Oran               |
| Ancienne gare de Saïda              | Saïda              | Saïda              |
| Gare de Seggana                     | Seggana            | Batna              |
| Gare de Sidi Amar (Saïda)           | Sidi Amar          | Saïda              |
| Gare de Sidi Boubekeur              | Sidi Boubekeur     | Saïda              |
| Gare de Sidi Hamadouche             | Sidi Hamadouche    | Sidi Bel Abbès     |
| Gare de Souani                      | Souani             | Tlemcen            |
| Gare de Still                       | Still              | El M'Ghair         |
| Gare de Tafaroua                    | Sidi Ahmed         | Saïda              |
| Gare de Taffamane                   | Chettouane Belaila | Sidi Bel Abbès     |
| Gare de Teniet Er Relem             | Mécheria           | Naâma              |
| Gare de Tatenyaya                   | Aïn Tallout        | Tlemcen            |
| Gare de Tilatou                     | Tilatou            | Batna              |
| Gare de Tin Brahim                  | El Kheiter         | El Bayadh          |
| Gare de Tirkount                    | Aïn Sefra          | Naâma              |
| Gare de Tizi                        | Tizi               | Mascara            |
| Gare de Touïfza                     | Naâma              | Naâma              |
| Gare de Souiga                      | Naâma              | Naâma              |